# Didié (Tchériba)
Pour les articles homonymes, voir Didié.
Didié est une commune située dans le département de Tchériba de la province du Mouhoun au Burkina Faso.